# Ruadhán de Lorrha
Ruadhán mac Fergusa Birn, también conocido como Rowan, Ruadon, Roadan, Rodon y Rodan, fue un abad cristiano irlandés que fundó el monasterio de Lorrha (Lothra, condado de Tipperary, Irlanda), cerca de Terryglass. Es conocido por sus profecías. Después de su muerte, fue venerado como santo y uno de los doce apóstoles de Irlanda. Su día se celebra el 15 de abril.

## Vida

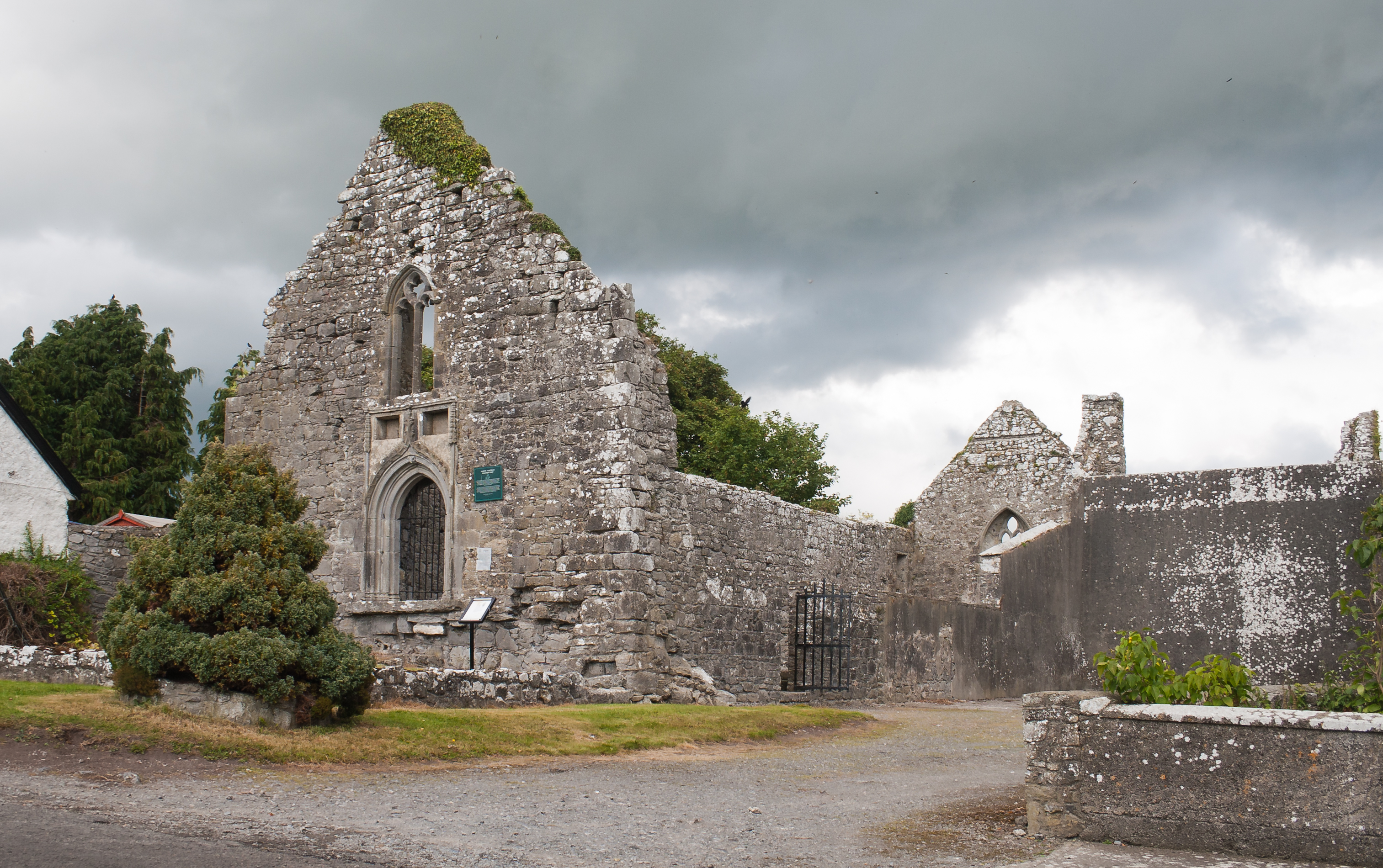
Priorato de San Ruadán, Lorrha.

Ruadan nació en Tara en Leinster, Irlanda, y fue educado en Clonard, condado de Westmeath por San Finnian. Es conocido como uno de los doce apóstoles de Irlanda. Se dice que reemplazó a Brandán (el Navegante) en Lorrha, que le precedió en cruzar el Shannon e instalar su monasterio en Clonfert, condado de Galway. Ruadán fundó un asentamiento monástico allí, donde dirigió 150 monjes. Una zanja o montículo se habría construido alrededor del poblado para mantener a animales salvajes e intrusos fuera, cuyos contornos son todavía visibles hoy. Los monasterios tanto masculinos como femeninos de la Irlanda altomedieval (siglos V al X) destacaban por su austeridad, con los monjes y monjas llevando una vida dura y sencilla. Se levantaban temprano después de dormir en el suelo, en paja sobre esteras de junco, y dedicaban el día al trabajo del campo y las labores domésticas, alternados con ayunos y oraciones. Los monasterios poseían las tierras en torno y eran autosuficientes, produciendo todo lo necesario, desde alimento y ropa a refugio. Los excedentes se dedicaban al mantenimiento del edificio y atención a los pobres. Pueblos y ciudades solían surgir junto a los monasterios más prósperos porque el comercio y refugio atraía a las personas locales, siendo este también el origen del pueblo de Lorrha.
Ruadán falleció en el monasterio de Lorrha el 15 de abril de 584, siendo ese día el de su conmemoración como es común en el martirologio.

## La profecía de Ruadán
Su embajada en 556 al rey Diarmait mac Cerbaill en Tara, se convirtió en una leyenda conocida como la "Maldición de Tara", pero el rey supremo continuó residiendo en Tara hasta su muerte en 564. La leyenda de las salas de Tara siendo abandonadas después de 564 es de origen tardío. Adomnán celebró un sínodo en Tara en 697.
Diarmuid Mac Cerbhaill, había violado la santidad de la iglesia al tomar un rehén bajo su protección. La caída de Tara de una residencia real una vez próspera fue popularmente atribuida a Ruadhán.
Ruadán dio la profecía de que Diarmait sería muerto por la viga del techo de su sala en Tara. Por ello, Diarmait ordenó que la viga fuera lanzada al mar. Diarmait entonces preguntó a sus druidas cómo sería la manera de su muerte, y ellos predijeron que moriría asesinado, ahogado y quemado, y que las señales de su muerte serían una camisa hecha de una sola semilla de lino y un manto de lana de una sola oveja, cerveza elaborada a partir de una sola semilla de trigo, y tocino de una cerda que nunca había parido. En un viaje por Irlanda, Diarmait llega a la sala de Banbán en Ráith Bec, y allí el destino del cual había sido advertido sucede. La viga del techo de Tara había sido recuperada del mar por Banbán y puesta en su sala, la camisa y manto, la cerveza y el tocino habían sido así producidos para Diarmait. Tras el refrigerio, Diarmait va a dejar la sala de Banbán, pero Áed Dub, esperando en la puerta, le golpea y prende fuego a la sala. Diarmait malherido se arrastra por la sala hacia una gran cuba de cerveza para huir de las llamas y entonces le mata la viga del techo al caer. Por tanto, todas las profecías se cumplieron.
La campana de San Ruadán fue encontrada en un pozo nombrado por el santo, y se conserva en el Museo Británico. Este pozo está situado al lado del camino de la iglesia actual de Lorrha.